# John W. Taylor
John W. Taylor (ur. 26 marca 1784 w Charlton, zm. 18 września 1854 w Cleveland) – amerykański polityk.

## Życiorys
Urodził się 26 marca 1874 roku w Charlton. W 1803 roku ukończył Union College w Schenectady, następnie studiował nauki prawne i został przyjęty do palestry. Początkowo prowadził prywatną praktykę, w 1808 roku został sędzią pokoju, a cztery lata później zasiadł w legislaturze stanowej Nowego Jorku. W 1813 roku został wybrany do Izby Reprezentantów (z ramienia Partii Demokratyczno-Republikańskiej), gdzie zasiadał nieprzerwanie przez dziesięć kadencji. W latach 1820–1821 i 1825–1827 pełnił funkcję spikera Izby. Po tym jak w 1832 roku nie uzyskał reelekcji, powrócił do praktykowania prawa w hrabstwie Saratoga. Na początku lat 40. XIX wieku ponownie został wybrany do legislatury stanowej, jednakże wkrótce później ustąpił z funkcji, ponieważ doznał udaru mózgu. W 1843 roku przeniósł się do Cleveland, gdzie pozostał do śmierci 18 września 1854 roku.